# Ramouzens
Ramouzens (gaskognisch: Hramosens) ist eine französische Gemeinde mit 185 Einwohnern (Stand 1. Januar 2022) im Département Gers in der Region Okzitanien; sie gehört zum Arrondissement Condom und zum Gemeindeverband Grand-Armagnac.

## Geografie
Die Gemeinde Ramouzens liegt am Oberlauf der Izaute, rund 37 Kilometer westnordwestlich der Kleinstadt Auch im Nordwesten des Départements Gers. Sie gehört zum Weinbrandgebiet Armagnac.
Zur Gemeinde gehören die Siedlung Ramouzens und zahlreiche Gehöfte.

## Geschichte
Nach der Reblauskrise, die die Weinberge zerstörte, zogen im 19. Jahrhundert viele Menschen weg. Ramouzens gehörte zur Region Comté de (Vic-)Fezensac innerhalb der Gascogne. Der Ort gehörte von 1793 bis 1801 zum District Condom und zudem von 1793 bis 2015 zum Wahlkreis (Kanton) Eauze. 1832 wurde die bis dahin selbständige Gemeinde Ile-Bascons (1831: 131 Einwohner) eingegliedert.

## Bevölkerungsentwicklung
| Jahr                       | 1962 | 1968 | 1975 | 1982 | 1990 | 1999 | 2006 | 2020 |
| Einwohner                  | 249  | 218  | 191  | 193  | 193  | 175  | 151  | 173  |
| Quellen: Cassini und INSEE |      |      |      |      |      |      |      |      |

## Sehenswürdigkeiten
- Kirche Saint-Laurent aus dem 17. (teilweise aus dem 13. Jahrhundert)
- zwei Kreuze in La Salette und Ramouzens
- Landschaft um den Wald Bois du Bosc-Gros

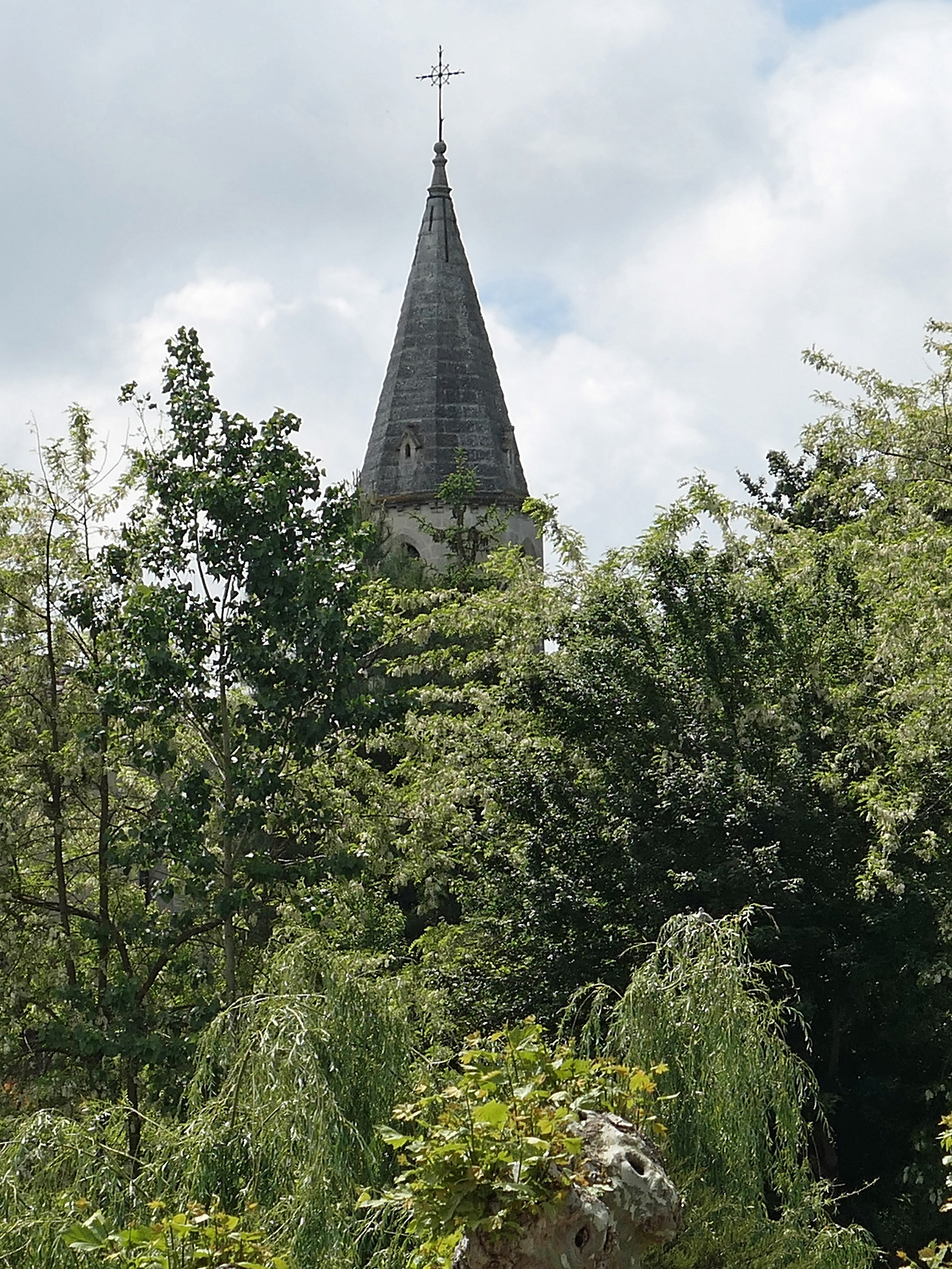
Turm der Kirche Saint-Laurent